# Ник Бјугстад
Николас Џеј Бјугстад (енгл. Nicholas Jay Bjugstad — Блејн, 17. јул 1992) професионални је амерички хокејаш на леду који игра на позицијама центра.
Члан је сениорске репрезентације Сједињених Држава за коју је на међународној сцени дебитовао на светском првенству 2013. године где су Американци освојили бронзану медаљу.
Учествовао је на улазном драфту НХЛ лиге 2010. где га је као 19. пика у првој рунди одабрала екипа Флорида пантерса. Пре него што је заиграо за Пантерсе у НХЛ лиги три сезоне је играо колеџ лигу за екипу Универзитета Минесота.
Последњег дана децембра 2014. потписао је шестогодишњи уговор са Пантерсима вредан 24,6 милиона америчких долара.